# High Velocity Aircraft Rocket
Đạn rocket tốc độ cao phóng từ máy bay (High Velocity Aircraft Rocket, viết tắt HVAR), còn được gọi với tên lóng Holy Moses, là một loại rocket không điều khiển do Mỹ phát triển trong chiến tranh thế giới 2, phóng từ máy bay để tấn công các mục tiêu trên mặt đất. Rocket này được sử dụng trong chiến tranh thế giới 2 và chiến tranh Triều Tiên.

## Thiết kế và phát triển
Rocket HVAR do các kỹ sư tại Caltech thiết kế trong chiến tranh thế giới thứ 2, cải tiến từ đạn 5-Inch Forward Firing Aircraft Rocket (FFAR), có đường kính đầu đạn 5 inch (127 mm) nhưng đường kính động cơ chỉ 3,25 inch (83 mm). Yêu cầu tăng độ chính xác của rocket, dẫn đến nhu cầu thiết kế rocket có tốc độ cao hơn. HVAR có đường kính động cơ và đường kính đầu đạn cùng là 5 inch (130 mm), tăng lượng thuốc phóng Ballistite từ 8,5 đến 23,9 pound (3,9 đến 10,8 kg). Loại thuốc phóng không khói Ballistite của Mỹ có xung lực đẩy riêng ở mực nước biển lớn hơn 200 giây (2,0 km/s), cao hơn so với thuốc phóng Cordite của Anh (180 giây (1,8 km/s)), thuốc phóng WASAG của Đức, hay PTP của Liên Xô khi đó. Hercules Powder Company là nhà cung cấp thuốc phóng Ballistite chất lượng cao chính tại Mỹ. Thuốc phóng không khói Ballistite có thành phần gồm: 51,5% nitrocellulose, 43% nitroglycerine, 3,25% diethyl phthalate, 1,25% Kali sulfat, 1% ethyl centralite, và 0,2% muội than. Động cơ rocket sử dụng trên các rocket cỡ 3,25 inch (83 mm) và 5 inch (130 mm) của Mỹ sử dụng thuốc phóng là các hạt Ballistite được đúc trong buồng đốt có thiết diện dạng chữ thập. Đây là một cấu hình trái ngược với kết cấu đúc nhiên liệu rắn thông thường trên các tên lửa thời đó. Lượng ∆V của rocket tăng từ 216 m/s (710 ft/s) trên tên lửa 5-inch AR lên 420 m/s (1.400 ft/s) đối với HVAR, giúp quỹ đạo bay của rocket thẳng hơn, chính xác hơn.

## Lịch sử hoạt động

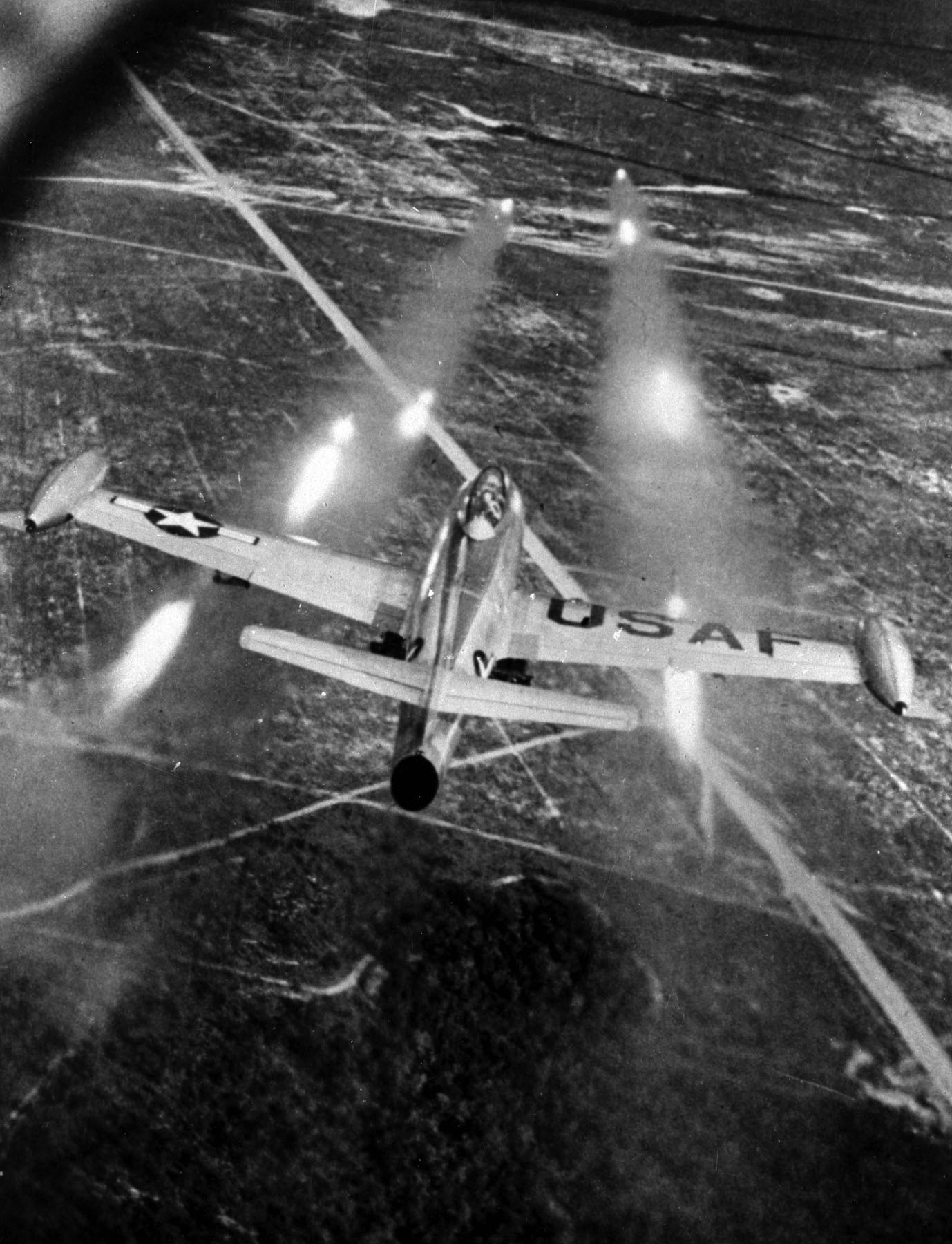
An F-84E launching rockets

Có hai phiên bản rocket HVAR được chế tạo trong chiến tranh thế giới 2. Rocket được trang bị đầu đạn Mk4 chứa 7,6 pound (3,4 kg) thuốc nổ TNT; hay đầu đạn xuyên giáp Mk.2 chứa 2,2 pound (1,00 kg) thuốc nổ Explosive D.
HVAR được sử dụng trong trận Normandie, ngày 6/6/1944, các giàn phóng HVAR được trang bị trên máy bay Republic P-47D Thunderbolt để hỗ trợ chọc thủng phòng tuyến của quân Đức. HAVR được trang bị trên các máy bay một động cơ như Vought F4U Corsair, Grumman F6F Hellcat, Grumman TBF/TBM Avenger, và Curtiss SB2C Helldiver; hay đôi khi là trên các máy bay ném bom hai động cơ Lockheed P-38 Lightning, North American PBJ Mitchell và Lockheed PV-2 Harpoon.
HVAR có khả năng xuyên được 4 ft (1,2 m) bê tông cốt thép và được sử dụng để đánh chìm tàu vận tải, ụ hỏa lực mạnh, tiêu diệt xe tăng, tàu hỏa, boong ke, địa điểm tập kết đạn dược và nhiên liệu. Máy bay F4U Corsair và TBF/TBM Avenger của Hải quân Mỹ sử dụng HVAR ở Mặt trận Thái Bình Dương sau khi chiến tranh tại châu Âu kết thúc. Hơn một triệu rocket HVAR đã được sản xuất trong Thế chiến thứ hai, và việc sản xuất tiếp tục cho đến năm 1955. HVAR vẫn được lưu trữ trong kho của Hải quân cho đến giữa những năm 1960. Sau Thế chiến thứ hai, các phiên bản mới hơn bao gồm phiên bản rocket ngòi nổ cận đích, hay rocket tạo khói phosphor trắng, rocket chống ngầm hay rocket mang lượng nổ lõm chống tăng đã được phát triển và chế tạo. Rocket 6,5 inch (170 mm) RAM là loại rocket được phát triển dựa trên động cơ motor của rocket HVAR, nhưng có lượng nổ lõm lớn hơn.
HVAR là một vũ khí hiệu quả trong tay các phi công chiến đấu giàu kinh nghiệm. Nó có thể được phóng theo từng cặp tên lửa nhưng yêu cầu phi công căn chỉnh chính xác và chú ý cẩn thận đến khoảng cách đến mục tiêu, hoặc ít nhất là bản năng tốt để xác định phạm vi tới mục tiêu. HVAR được sử dụng rộng rãi trong Chiến tranh Triều Tiên. Douglas AD-1 Skyraider thường mang theo 12 tên lửa HVAR, và đôi khi trang bị thêm đạn rocket Tiny Tim 11,75 inch (29,8 cm) cỡ lớn nhưng kém chính xác. Đạn HVAR dùng để diệt tàu chiến, boongke, ụ súng, pháo phòng thủ bờ biển, điểm tập kết đạn dược, và cầu cống. Tên lửa HVAR được trang bị trên các máy bay North American F-51D Mustang "Six-Shooters" (trang bị sáu súng máy M2 Browning (.50 cal (12,7 mm)) cộng thêm 6 rocket HVAR và 2 bom hoặc 10 rocket HVAR) và máy bay cường kích phản lực Grumman F9F Panther để thực hiện nhiệm vụ yểm trợ đường không. Chiếc Panther mang được 6 rocket HVAR cùng với 4 pháo 20mm Hispano-Suiza HS.404, trong khi cả hai loại máy bay đều có khả năng mang thêm một cặp bom 500 lb (230 kg), napalm, hoặc thùng dầu phụ. Neil Armstrong và John Glenn là hai phi công đã từng lái chiếc Panther. Tại chiến trường Triều Tiên, rocket HVAR và Tiny Tims đã giúp các máy bay thế hệ cũ đạt được hiệu quả chiến đấu gần tương tự như máy bay phản lực: Lockheed F-80C Shooting Star, Republic F-84E Thunderjet, Grumman F9F Panther, và North American F-86 Sabre. Máy bay phản lực giúp các phi công chiến đấu cải thiện tầm nhìn về phía trước. F-84E Thunderjet là máy bay chiến đấu/ném bom có khả năng mang tải trọng chiến đấu cao nhất trong chiến tranh Triều Tiên, nó mang được tối đa 24 HVAR và 2 rocket cỡ lớn Timy với tổng tải trọng là 5.800 pound (2.600 kg).
Tháng 4 năm 1945, rocket HVAR được thử nghiệm khả năng phòng không trong Operation Bumblebee ở một cơ sở của Hải quân Mỹ tại Island Beach, New Jersey. Theo đó, rocket HVAR được dùng để gia tốc một động cơ ramjet nhiên liệu carbon disulfide có đường kính 6 inch (150 mm) phóng từ giá phóng bằng gỗ đến vận tốc cần thiết trước khi động cơ ramjet được kích hoạt. Ngày 13/6, động cơ ramjet đã đạt tới vận tốc siêu âm.
Rocket HVAR tiếp tục được sử dụng trong những năm 1970, với phiên bản trang bị đầu đạn Mk. 32 được trang bị trên máy bay A-1E Skyraider trong chiến tranh Việt Nam

## Đầu đạn
Trong chiến tranh thế giới 2, rocket HVAR trang bị đầu đạn được hoán cải từ đạn pháo 5-inch/38-caliber
| Kiểu        | Model      | Trọng lượng            | Thuốc nổ                      | Trọng lượng thuốc nổ  |
| ----------- | ---------- | ---------------------- | ----------------------------- | --------------------- |
| Đạn nổ mạnh | Mk 6 Mod 1 | 45,87 pound (20,81 kg) | TNT                           | 7,6 pound (3,4 kg)    |
| Đạn nổ mạnh | Mk 6 Mod 4 | 45,04 pound (20,43 kg) | TNT                           | 7,1 pound (3,2 kg)    |
| Xuyên giáp  | Mk 2       | 48,3 pound (21,9 kg)   | Explosive D                   | 2,2 pound (1,00 kg)   |
| Đạn khói    | Mk 4       | 48,09 pound (21,81 kg) | PWP (Phosphor trắng dạng dẻo) | 19,36 pound (8,78 kg) |
| Đạn HEAT    | Mk 25      | 47,85 pound (21,70 kg) | Composition B                 | 15,33 pound (6,95 kg) |
| AP/ASW      | Mk 29      | 48,56 pound (22,03 kg) | Explosive D                   | 3,03 pound (1,37 kg)  |

## Đạn dược

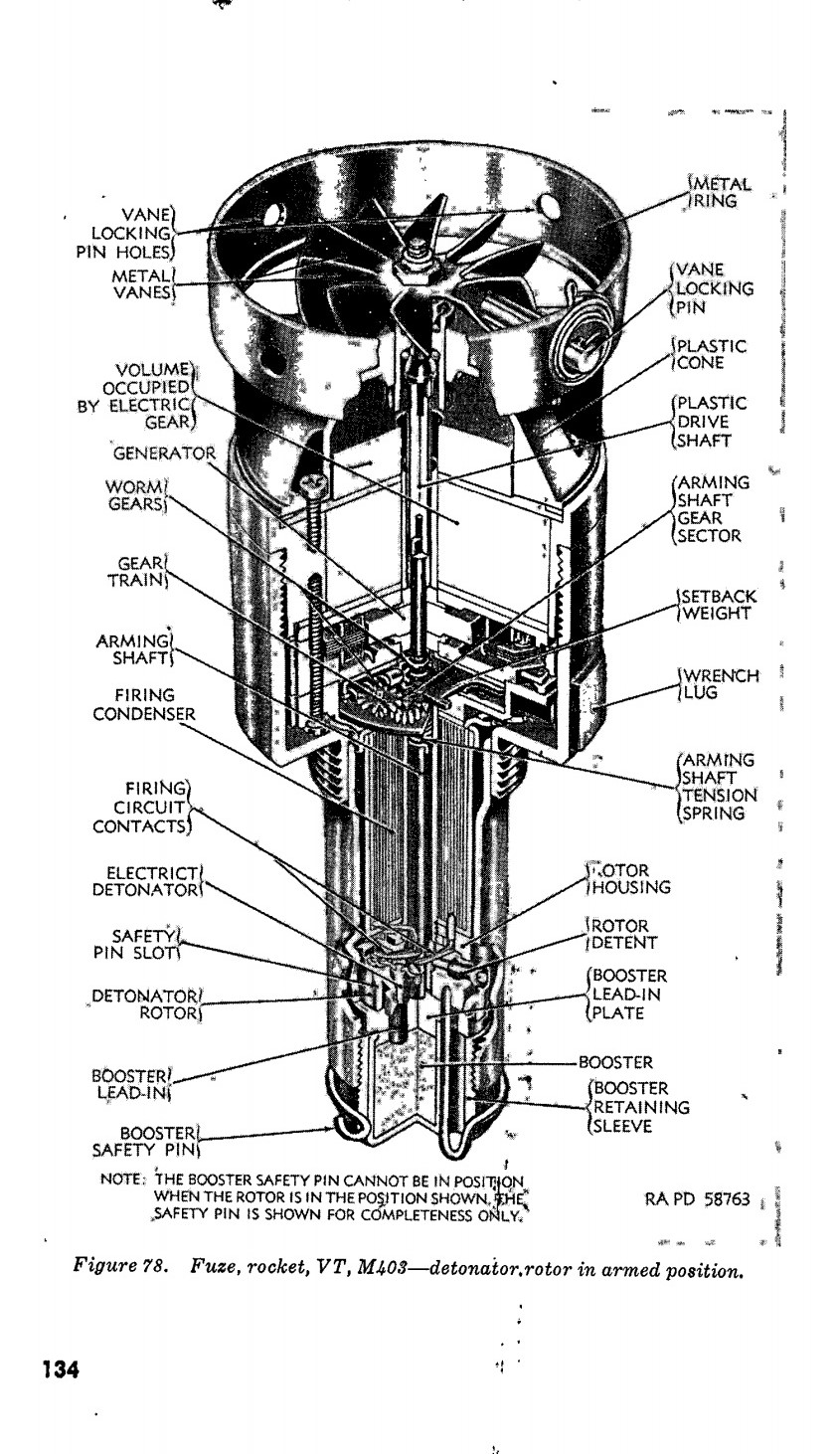
Mặt cắt của ngòi nổ M403 VT sử dụng trên đầu đạn Mk 6 Mod 4. Để đảm bảo bí mật, phần radar không được thể hiện.

| Đầu đạn    | Đạn hoàn chỉnh | Kiểu      | Trọng lượng |
| ---------- | -------------- | --------- | ----------- |
| Mk 6 Mod 1 | Mk 28 Mod 4    | GP        | 62,82 kg    |
| Mk 6 Mod 4 | Mk 28 Mod 5    | VT        | 62,82 kg    |
| Mk 25      | Mk 32          | HEAT      | 63,72 kg    |
| Mk 29      | Mk 34          | AP/ASW    | 62,79 kg    |
| Mk 2       | Mk 35          | AP        | 62,81 kg    |
| Mk 4       | Mk 36          | Smoke-PWP | 63,82 kg    |

## Độ xuyên phá
| Kiểu          | Góc xuyên giáp 0°, | 70°   |
| ------------- | ------------------ | ----- |
| GP Mk 6 Mod 0 | 25 mm              |       |
| AP Mk 2       | 51–76 mm           |       |
| HEAT Mk 25    | 263 mm             | 90 mm |

| Kiểu          | Xuyên bê tông, 0° | 30°    |
| ------------- | ----------------- | ------ |
| GP Mk 6 Mod 0 | 1.143 mm          | 838 mm |

## Sử dụng làm mục tiêu trong huấn luyện

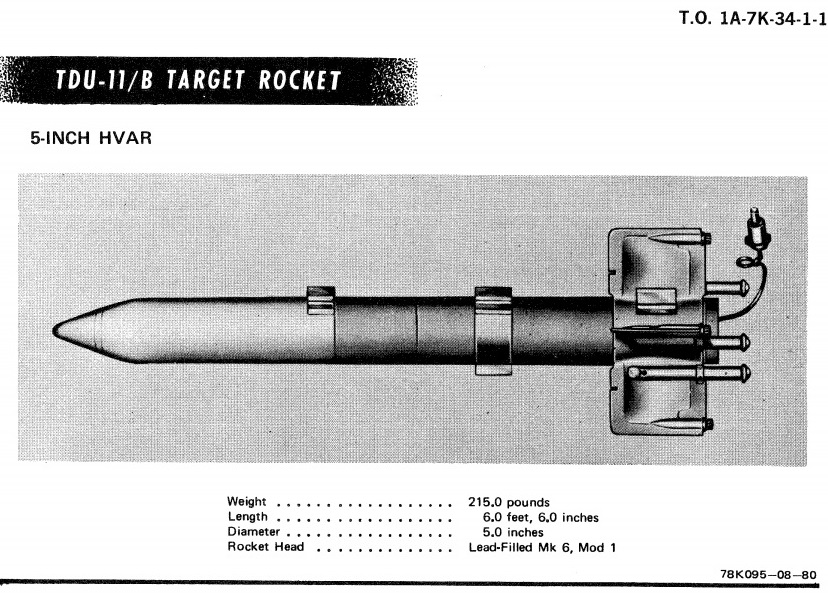
Rocket mục tiêu TDU-11/B

Một số rocket HVAR được sử dụng làm mục tiêu tập cho phi công tập bắn tên lửa hồng ngoại AIM-9 Sidewinder. Rocket này được đặt tên TDU-11/B trong Không quân Mỹ hay Target Rocket Mark 26 Mod 0 đối với Hải quân Mỹ, nó nặng hơn rocket HVAR nguyên bản khoảng 215 pound (98 kg)}. Rocket sử dụng đầu đạn Mk.6 bằng chì với bốn pháo sáng Mark 21 (nhôm) hoặc Mark 33 (thép), dài 10 inch x 1 inch (25,40 cm x rộng 2,54 cm) và mang theo 100 gam hỗn hợp pháo hoa, cung cấp một tín hiệu hồng ngoại đủ mạnh để tên lửa Sidewinder khóa mục tiêu. Máy bay sẽ mang pod AERO-3B mang được 1 rocket mục tiêu và 1 tên lửa AIM-9. Phi công sẽ phóng tên lửa mục tiêu trước rồi sau đó chuyển sang phóng tên lửa Sidewinder, sau khi tên lửa khóa được mục tiêu. Rocket mục tiêu Mark 26 Mod 0 được Hải quân Mỹ sử dụng vào giữa những năm 1960, ở dạng kéo theo hoặc drone, trong khi USAF và RAAF sử dụng loại rocket mục tiêu này vào những năm 1980